# Parlamentswahl in Sri Lanka 1989
Die Parlamentswahl in Sri Lanka 1989 fand am 15. Februar 1989 statt. Es war die erste Parlamentswahl in Sri Lanka seit 12 Jahren. Die eigentlich turnusmäßig im Jahr 1983 anstehende Parlamentswahl war nach einem Referendum abgesagt worden, so dass sich die Legislaturperiode des 1977 gewählten Parlaments um weitere 6 Jahre verlängert hatte. Die Wahl 1989 war auch die erste Parlamentswahl nach dem neuen Wahlrecht, das im Rahmen der Verfassungsänderung 1978 in Sri Lanka eingeführt worden war. Die Wahl wurde durch die regierende United National Party (UNP) gewonnen.

## Vorgeschichte
Die Parlamentswahl fand etwa 2 Monate nach der Präsidentschaftswahl vom 19. Dezember 1988 statt. Letztere war durch exorbitante Gewalt und nahezu durch einen Zusammenbruch der staatlichen Ordnung gekennzeichnet gewesen. Sri Lanka befand sich damals im Bürgerkrieg, der zum einen durch die Terroraktionen der Liberation Tigers of Tamil Eelam (LTTE, Tamil Tigers), vor allem in der Nordostprovinz, und zum anderen durch die terroristischen Aktionen der kommunistischen Janatha Vimukthi Peramuna (JVP) vor allem im Süden des Landes verursacht war. Die sri-lankische Staatsgewalt konnte beider Bedrohungen kaum Herr werden, weil beide Terrororganisationen ein nicht unerhebliches Reservoir an Sympathisanten in der jeweiligen Bevölkerung hatten. Die Sicherheitslage hatte sich im Februar 1989 im Vergleich zur Präsidentschaftswahl im Dezember zwar etwas gebessert, war aber weiterhin äußerst angespannt.
Bei der Wahl standen sich im Wesentlichen zwei Gruppierungen gegenüber: zum einen die seit 1977 regierende eher konservative, marktwirtschaftlich orientierte UNP unter dem im Vorjahr gewählten Präsidenten Ranasinghe Premadasa und zum anderen die oppositionelle sozialistische Sri Lanka Freedom Party (SLFP). In der überwiegend tamilischen Nordostprovinz kandidierte die Tamil United Liberation Front (TULF) und die nach dem indisch-sri-lankischen Friedensabkommen 1987 zur politischen Partei umgewandelte Eelam Revolutionary Organisation of Students (EROS). Zudem gab es diverse weitere kleinere Parteien.
Vor der Wahl kam es zur Gründung einer muslimischen Partei, des Sri Lanka Muslim Congress (SLMC). Der SLMC fokussierte sich auf die Stimmen der Muslime (Moors), die vor allem an der Ostküste lebten. Obwohl diese Muslime ganz überwiegend Tamil sprachen, hatten sie in der Vergangenheit kaum die verschiedenen militanten tamilischen Gruppierungen, insbesondere die LTTE, unterstützt, sondern waren überwiegend Anhänger der UNP oder der SLFP gewesen. Eine kontroverse Frage für die Muslime war vor allem, ob die muslimischen Gebiete des Ostens Teil der 1988 neu gebildeten Nordostprovinz bleiben sollten. Bei der Bildung der Provinz war zu dieser Frage ein späteres Referendum im Ostteil vorgesehen gewesen, das bisher nicht stattgefunden hatte.
Ein Thema bei der Wahl war die Präsenz indischer Truppen in Sri Lanka. Nach der Eskalation des Bürgerkriegs in den Tamilengebieten im Nordosten ab 1983 wusste sich der damalige sri-lankische Staatspräsident Junius Richard Jayewardene (UNP) nicht mehr anders zu helfen, als dass er Indien als Vermittler um Hilfe bat. Im Indisch-sri-lankischen Abkommen vom 29. Juli 1987 wurde die vorübergehende Stationierung indischer Truppen im Nordosten der Insel vereinbart. Die indischen Truppen (IPKF, Indian Peace Keeping Force) sollten als Friedenssicherungstruppe und als Vermittler zwischen den Konfliktparteien agieren. Die Stationierung indischer Truppen auf sri-lankischem Boden war im singhalesischen Süden von Anfang an unpopulär. Insbesondere die JVP agitierte gegen die indische Präsenz, die sie als imperialistische Aktion brandmarkte und rief sogar zum Boykott aller indischen Produkte sowie zur Ausweisung indischer Staatsbürger auf. Auch Präsident Premadasa machte keinen Hehl aus seiner Abneigung gegen das Indisch-sri-lankische Abkommen, das er von seinem Amtsvorgänger geerbt hatte. Auf der anderen Seite bekämpften auch die LTTE die IPKF in einem Guerillakrieg.
Wie schon bei der vorangegangenen Präsidentschaftswahl war auch Wahlkampf vor der Parlamentswahl durch exzessive Gewalttätigkeiten gekennzeichnet. In den fünf Wochen vor dem Wahltermin kamen etwa 900 Personen ums Leben, darunter mehr als ein Dutzend Kandidaten, entweder durch Aktionen der JVP, durch extremistische singhalesische Gruppen, die vor allem die Präsenz indischer Truppen auf der Insel bekämpften, oder durch die LTTE. Alleine am Wahltag gab es 57 Tote.

## Wahlsystem
Nach der 1978 in Kraft getretenen Verfassung wurden die Abgeordneten des Parlaments in einem modifizierten Mehrheitswahlrecht in 22 Mehrpersonenwahlkreisen gewählt. Da dieses Mehrheitswahlrecht in der Vergangenheit die Bildung von Supermajoritäten im Parlament begünstigt hatte (bei den letzten beiden vorangegangenen Wahlen 1977 und 1971 hatte die jeweils siegreiche Koalition mehr als 70 Prozent der Parlamentsmandate gewonnen) und die regierende UNP einen entsprechenden Erdrutschsieg der Opposition befürchtete, hatte die UNP-Regierung durch den am 24. Mai 1988 in Kraft getretenen 14. Verfassungszusatz die zusätzliche Wahl von 29 Abgeordneten nach Verhältniswahlrecht eingeführt. Der am 17. Dezember 1988 in Kraft getretene 15. Verfassungszusatz hatte mit ähnlicher Zielrichtung die in den Wahlkreisen geltende 12,5-Prozent-Sperrklausel auf 5 Prozent heruntergesetzt.

## Ergebnisse

### Landesweites Ergebnis
Die landesweite Wahlbeteiligung lag bei 63,60 %.
| Partei/Wahlbündnis                                            | Partei/Wahlbündnis                                            | Kürzel                                                        | Stimmen             | %     | Sitze      | Sitze      | Sitze  |
| Partei/Wahlbündnis                                            | Partei/Wahlbündnis                                            | Kürzel                                                        | Stimmen             | %     | landesweit | Wahlkreise | gesamt |
| ------------------------------------------------------------- | ------------------------------------------------------------- | ------------------------------------------------------------- | ------------------- | ----- | ---------- | ---------- | ------ |
|                                                               | United National Party                                         | UNP                                                           | 2.838.005           | 50,71 | 15         | 110        | 125    |
|                                                               | Sri Lanka Freedom Party                                       | SLFP                                                          | 1.785.369           | 31,90 | 9          | 58         | 67     |
|                                                               | Eelam Revolutionary Organisation of Students                  | EROS                                                          | 229.877             | 4,11  | 1          | 12         | 13     |
|                                                               | Sri Lanka Muslim Congress                                     | SLMC                                                          | 202.016             | 3,61  | 1          | 3          | 4      |
|                                                               | Tamil United Liberation Front                                 | TULF                                                          | 188.594             | 3,37  | 1          | 9          | 10     |
|                                                               | United Socialist Alliance                                     | USA                                                           | 160.271             | 2,86  | 1          | 2          | 3      |
|                                                               | Mahajana Eksath Peramuna                                      | MEP                                                           | 91.128              | 1,63  | 1          | 2          | 3      |
|                                                               | Eksath Lanka Janatha Paksaya / United Lanka People’s Party    | ELJP                                                          | 67.723              | 1,21  | 0          | 0          | 0      |
|                                                               | Democratic People’s Liberation Front                          | DPLF                                                          | 18.502              | 0,33  | 0          | 0          | 0      |
|                                                               | All Ceylon Tamil Congress                                     | ACTC                                                          | 7.610               | 0,14  | 0          | 0          | 0      |
| Alle übrigen zusammen                                         | Alle übrigen zusammen                                         | –                                                             | 7.373               | 0,13  | 0          | 0          | 0      |
| Summe                                                         | Summe                                                         | Summe                                                         | 5.596.468           | 100,0 | 29         | 196        | 225    |
| Ungültige oder leere Stimmzettel (in Prozent der abgegebenen) | Ungültige oder leere Stimmzettel (in Prozent der abgegebenen) | Ungültige oder leere Stimmzettel (in Prozent der abgegebenen) | 365.563 (6,13 %)    |       |            |            |        |
| Abgegebene Stimmen gesamt (Wahlbeteiligung)                   | Abgegebene Stimmen gesamt (Wahlbeteiligung)                   | Abgegebene Stimmen gesamt (Wahlbeteiligung)                   | 5.962.031 (63,60 %) |       |            |            |        |
| Registrierte Wahlberechtigte                                  | Registrierte Wahlberechtigte                                  | Registrierte Wahlberechtigte                                  | 9.374.164           |       |            |            |        |

1. ↑  EROS kandidierte im Kontext der Independent Group I in den Wahlkreisen Jaffna, Vanni, Batticaloa und Trincomalee.
2. ↑  Darunter 5.292 Stimmen für die Independent Group I in den Wahlkreisen Ratnapura, Moneragala und Puttalam; 2081 Stimmen für die Independent Group II in den Wahlkreisen Batticaloa und Puttalam

### Ergebnisse nach Wahlkreisen
| Wahlkreis                         | Gültige Stimmen | Sitze | UNP   | UNP   | SLFP  | SLFP  | SLMC  | SLMC  | TULF  | TULF  | USA  | USA   | MEP  | MEP   | EROS  | EROS  | Andere | Andere | Beteili- gung |
| Wahlkreis                         | Gültige Stimmen | Sitze | %     | Sitze | %     | Sitze | %     | Sitze | %     | Sitze | %    | Sitze | %    | Sitze | %     | Sitze | %      | Sitze  | Beteili- gung |
| --------------------------------- | --------------- | ----- | ----- | ----- | ----- | ----- | ----- | ----- | ----- | ----- | ---- | ----- | ---- | ----- | ----- | ----- | ------ | ------ | ------------- |
| Colombo                           | 724.842         | 20    | 51,67 | 12    | 28,29 | 6     | 4,04  | –     | –     | –     | 4,40 | –     | 10,6 | 2     | –     | –     | 0,98   | –      | 69,87         |
| Gampaha                           | 712.437         | 17    | 54,14 | 10    | 41,34 | 7     | –     | –     | –     | –     | 3,04 | –     | –    | –     | –     | –     | 1,48   | –      | 76,82         |
| Kalutara                          | 321.193         | 11    | 49,84 | 6     | 40,94 | 5     | 4,04  | –     | –     | –     | 3,84 | –     | 0,84 | –     | –     | –     | 0,50   | –      | 59,86         |
| Mahanuwara                        | 332.109         | 12    | 61,72 | 8     | 31,91 | 4     | 4,43  | –     | –     | –     | 1,55 | –     | –    | –     | –     | –     | 0,40   | –      | 56,42         |
| Matale                            | 139.280         | 5     | 63,81 | 4     | 32,82 | 1     | –     | –     | –     | –     | 1,68 | –     | –    | –     | –     | –     | 1,69   | –      | 70,35         |
| Nuwara Eliya                      | 173.424         | 6     | 63,34 | 4     | 27,18 | 2     | 0,99  | –     | –     | –     | 2,43 | –     | –    | –     | –     | –     | 6,06   | –      | 81,49         |
| Galle                             | 365.005         | 11    | 50,40 | 6     | 41,67 | 5     | 1,10  | –     | –     | –     | 4,98 | –     | 0,73 | –     | –     | –     | 1,12   | –      | 68,03         |
| Matara                            | 81.505          | 9     | 56,11 | 6     | 35,28 | 3     | –     | –     | –     | –     | 5,18 | –     | 1,61 | –     | –     | –     | 1,82   | –      | 19,17         |
| Hambantota                        | 56.575          | 7     | 55,92 | 5     | 39,70 | 2     | 0,25  | –     | –     | –     | 2,98 | –     | 1,15 | –     | –     | –     | –      | –      | 20,64         |
| Jaffna                            | 239.855         | 11    | 2,28  | –     | –     | –     | 3,52  | –     | 25,02 | 3     | –    | –     | –    | –     | 62,68 | 8     | 6,5    | –      | 44,76         |
| Vanni                             | 43.188          | 5     | 19,74 | 1     | 3,63  | –     | 18,40 | 1     | 39,99 | 2     | –    | –     | –    | –     | 18,24 | 1     | –      | –      | 33,69         |
| Batticaloa                        | 155.361         | 5     | 7,28  | –     | 2,66  | –     | 23,73 | 1     | 35,49 | 3     | –    | –     | –    | –     | 30,84 | 1     | –      | –      | 78,16         |
| Digamadulla                       | 213.714         | 6     | 29,29 | 3     | 21,24 | 1     | 28,69 | 1     | 20,32 | 1     | 0,45 | –     | –    | –     | –     | –     | –      | –      | 84,45         |
| Trincomalee                       | 101.578         | 4     | 22,10 | 1     | 22,61 | 1     | 17,61 | –     | 12,56 | –     | –    | –     | 0,28 | –     | 24,85 | 2     | –      | –      | 69,90         |
| Kurunegala                        | 537.916         | 15    | 58,51 | 10    | 36,35 | 5     | –     | –     | –     | –     | 2,06 | –     | 0,53 | –     | –     | –     | 2,56   | –      | 72,88         |
| Puttalam                          | 222.475         | 7     | 62,62 | 5     | 32,22 | 2     | 2,81  | –     | –     | –     | 1,53 | –     | –    | –     | –     | –     | 0,82   | –      | 73,94         |
| Anuradhapura                      | 164.445         | 8     | 56,39 | 5     | 38,92 | 3     | –     | –     | –     | –     | 1,05 | –     | 0,32 | –     | –     | –     | 3,32   | –      | 53,49         |
| Polonnauwa                        | 69.744          | 5     | 62,33 | 4     | 33,29 | 1     | –     | –     | –     | –     | 1,60 | –     | –    | –     | –     | –     | 2,77   | –      | 45,81         |
| Badulla                           | 229.094         | 8     | 58,97 | 5     | 35,36 | 3     | –     | –     | –     | –     | 2,49 | –     | 0,74 | –     | –     | –     | 2,44   | –      | 75,55         |
| Monaragala                        | 88.352          | 5     | 52,42 | 3     | 43,73 | 2     | 0,51  | –     | –     | –     | 2,43 | –     | 0,51 | –     | –     | –     | 0,40   | –      | 62,17         |
| Ratnapura                         | 339.122         | 10    | 57,89 | 6     | 36,38 | 3     | –     | –     | –     | –     | 5,11 | 1     | 0,39 | –     | –     | –     | 0,23   | –      | 78,60         |
| Kegalle                           | 285.254         | 9     | 61,12 | 6     | 28,28 | 2     | –     | –     | –     | –     | 5,32 | 1     | 0,36 | –     | –     | –     | 4,93   | –      | 69,46         |
| Gesamtergebnis                    | 5.596.468       | 196   | 50,71 | 110   | 31,90 | 58    | 3,61  | 3     | 3,37  | 9     | 2,86 | 2     | 1,63 | 2     | 4,11  | 9     | 1,81   | –      | 63,60         |
| Quelle: Wahlkommission Sri Lankas |                 |       |       |       |       |       |       |       |       |       |      |       |      |       |       |       |        |        |               |

### Wahlkarten

Mehrheiten nach Wahlkreisen und Stimmbezirken
Stimmenstärkste Parteien in den 22 Wahlkreisen:[1] UNP UNP, Wahlbeteiligung ~45 % UNP, Wahlbeteiligung ~20 % EROS TULF TULF, Wahlbeteiligung 34–45 %
Stimmenstärkste Parteien in den 160 Stimmbezirken:

- Stimmenstärkste Parteien in den 160 Stimmbezirken:[1]
UNP
UNP, Wahlbeteiligung 20–40 %
UNP, Wahlbeteiligung unter 20 %
SLFP
TULF
TULF, Wahlbeteiligung 20–40 %
EROS
EROS, Wahlbeteiligung 20–40 %
EROS, Wahlbeteiligung unter 20 %
SLMC

## Beurteilung der Wahl
Die regierende UNP gewann die Wahl mit 50,7 % der Stimmen und 125 von 225 Mandaten (55,6 %). Trotz der Aufrufe zum Wahlboykott und Drohungen im Falle des Nichtbefolgens seitens der LTTE und der JVP hatten 63,6 % der Wahlberechtigten an der Wahl teilgenommen. Der UNP-Wahlsieg wurde vor allem der überlegenen Organisation der UNP zugeschrieben. In den Landesteilen mit höherer Wahlbeteiligung konnte die Wahl als einigermaßen fair und offen bezeichnet werden. Vor allem in den ländlichen Gebieten herrschte jedoch ein Klima der Einschüchterung. Das neu gewählte Parlament stand stark unter der Dominanz des Präsidenten Ranasinghe Premadas. Dieser ernannte nach der Wahl Dingiri Banda Wijetunga, einen eher unscheinbaren Verwaltungsbeamten, zum neuen Premierminister, während potentielle innerparteiliche Rivalen Premadasas mit eher unbedeutenden Kabinettsposten abgespeist wurden.